# Yoon Chae-kyung
Yoon Chae-kyung (hangul: 윤채경; hanja: 尹彩暻; rr: Yun Chae-gyeong; MR: Yun Ch'ae-kyŏng; nascida em 7 de julho de 1996), mais frequentemente creditada na carreira musical apenas como Chaekyung (hangul: 채경), é uma cantora sul-coreana. Ficou popularmente conhecida por ter sido concorrente nos reality shows Kara Project (2014) e Produce 101 (2016). Chaekyung também é integrante do grupo CIVA, como parte do drama coreano The Good Of Music e do grupo I.B.I, projeto da LOEN Entertainment. Em 29 de novembro de 2016, ela foi apresentada como nova integrante do grupo feminino April, realizando sua estreia com o mesmo em 14 de janeiro de 2017 com o lançamento do extended play Prelude.

## Biografia
Chaekyung nasceu no dia 7 de julho de 1996 em Incheon, Coreia do Sul. Quando ainda era criança, Chaekyung se mudou com seus pais para Siheung-si, Gyeonggi-do, onde se matriculou na Eungye Middle High School. Ela realizou sua graduação no Hanlim Multi Art School.

## Carreira

### 2012–2014: Estreia com Puretty eKara Project
Em 5 de setembro de 2012, Chaekyung realizou sua estreia como integrante do grupo Puretty, agenciado pela DSP Media. Promovendo no Japão, o grupo lançou os singles Cheki☆Love (2012) e Shwa Shwa BABY (2013) antes de sua separação em 2014, com planos para a estreia das integrantes em outros grupos. Em 27 de maio de 2014, Chaekyung foi confirmada como concorrente do novo reality show da MBC Kara Project, onde consiste em sete estagiárias da DSP Media disputando seu lugar como nova integrante do grupo Kara.

### 2016–2017:Produce 101, CIVA, I.B.I e estreia com April
Em 22 de janeiro de de 2016, Chaekyung representou a DSP Media no novo reality show da Mnet Produce 101, ao lado de sua colega de gravadora Shiyoon, onde terminou em vigésimo sexto lugar. Em 1 de maio, Chaekyung realizou uma colaboração com Chaewon, integrante do grupo April, para o lançamento do single Clock (hangul: 시계).
Meses depois, em 21 de julho, Chaekyung realizou uma aparição especial no drama coreano The Good Of Music como uma estagiária ao lado de outras concorrentes do Produce 101, e mais tarde, ela foi adicionada ao grupo CIVA, onde lançaram o single Why, uma colaboração com a rapper Miryo. Em 15 de agosto de, a LOEN Entertainment revelou que Chaekyung seria adicionada ao seu grupo projeto I.B.I, ao lado de outras concorrentes do Produce 101. O grupo realizou sua estreia em 18 de agosto com o lançamento do single Molae Molae (hangul: 몰래몰래).
Em 11 de novembro, Chaekyung foi apresentada como uma das duas novas integrantes do grupo April após a saída da integrante Hyun Joo, ocorrida em 19 de outubro. Ela realizou sua estreia em 4 de janeiro de 2017 com o lançamento do terceiro extended play do grupo, Prelude, junto de seu single promocional April Store.

## Discografia

### Songs
| Título                                           | Ano          | Posições nas paradas | Vendas          | Album            |
| Título                                           | Ano          | KOR                  | Vendas          | Album            |
| Colaborações                                     | Colaborações | Colaborações         | Colaborações    | Colaborações     |
| ------------------------------------------------ | ------------ | -------------------- | --------------- | ---------------- |
| "Pick Me" (como parte do Produce 101)            | 2015         | 9                    | - KOR: 829,671+ | Single sem álbum |
| "At the Same Place" (como parte do Girls on Top) | 2016         | 8                    | - KOR: 717,008+ | Single sem álbum |
| "Clock" (com Chaewon do April                    | 2016         | —                    | - KOR: 10,343+  | Single sem álbum |
| "Why" (como integrante do C.I.V.A com Miryo)     | 2016         | —                    |                 | Single sem álbum |
| "Molae Molae" (como integrante do I.B.I)         | 2016         | 51                   | - KOR: 50,634+  | Single sem álbum |
| "I.B.I" (como integrante do I.B.I)               | 2016         | —                    |                 | Single sem álbum |

## Filmografia

### Programas de variedades
| Ano  | Título                 | Emissora      | Papel            | Notas                                                            |
| ---- | ---------------------- | ------------- | ---------------- | ---------------------------------------------------------------- |
| 2014 | Kara Project           | MBC           | Concorrente      | Programa de sobrevivência para definir a nova integrante do Kara |
| 2016 | Produce 101            | Mnet          | Concorrente      | Programa de sobrevivência para definir as integrantes do I.O.I   |
| 2016 | Giboutique             | OnStyle       | membro do elenco | Chaekyung e Huihyeon (DIA) em uma guerrilha                      |
| 2016 | The God of Music 2     | Mnet          | membro do elenco | com participantes do Produce 101                                 |
| 2016 | I Can See Your Voice 3 | Mnet          | membro do elenco | Episódio 11, como integrante do Tone Deaf Detective Team         |
| 2016 | Plan Man               | tagTV, TRENDY | membro do elenco |                                                                  |
| 2016 | We Will Eat Well       | JTBC          | membro do elenco |                                                                  |
| 2016 | Hello                  | JTBC          | membro do elenco | como integrante do grupo I.B.I                                   |

### Videoclipes
| Ano  | Título                             | Artista                      |
| ---- | ---------------------------------- | ---------------------------- |
| 2012 | チェキ☆ラブ (Cheki☆Love)           | Puretty                      |
| 2013 | シュワシュワ BABY (Shwa Shwa BABY) | Puretty                      |
| 2013 | "Tell Me Tell Me"                  | Rainbow                      |
| 2016 | Pick Me                            | Produce 101                  |
| 2016 | Clock                              | Chaekyung e Chaewon do April |
| 2016 | WHY                                | C.I.V.A                      |
| 2016 | MOLAE MOLAE (몰래몰래)             | I.B.I                        |
| 2016 | I.B.I                              | I.B.I                        |